# 泌尿生殖系统腹膜
泌尿生殖系统腹膜（Urogenital peritoneum）是指後腹部腹膜（posterior abdominal peritoneum）位在髂耻线下方的部份。
泌尿生殖系统腹膜的構造會依性別而不同。
- 男性：直肠膀胱袋（英语：Recto-vesical pouch）、直肠旁隐窝（英语：Pararectal fossa）。
- 女性：子宫阔韧带（英语：Broad ligament of the uterus）、卵巢固有韧带、卵巢悬韧带、直肠子宫陷凹（英语：Recto-uterine pouch）、 直肠子宫襞（英语：Recto-uterine fold）、膀胱子宫陷凹（英语：Vesico-uterine pouch）、卵巢窝（英语：Ovarian fossa）、膀胱旁凹（英语：Paravesical fossa）。